# Večerníček
Večerníček je přibližně desetiminutový večerní televizní pořad s pohádkovým nebo jiným příběhem určeným pro děti, vysílaný každý večer původně Československou televizí a dnes Českou televizí a Slovenskou televizí v předpokládaný čas jejich uléhání do postele.
Symbolem pořadu je kreslený chlapecký kolportér Večerníček v papírové čepici ve znělce, která pohádkové epizodě předchází; autorem postavičky je malíř Radek Pilař.

## Historie
Předchůdce Večerníčků byl pořad Stříbrné zrcátko, který začal své vysílání v roce 1963, v nedělním podvečerním čase. Od 2. ledna 1965 byl večerníček ucelenou formou s pravidelným nedělním vysíláním. Výtvarník Milan Nápravník je zakládajícím tvůrcem a prvním dramaturgem Večerníčku. Animovaná znělka Večerníčku je nejstarší televizní znělka v České republice. Autorem kreslené postavy „kluka – večerníčka“ v krátkém animovaném představení, před uvedením pohádky je výtvarník Radek Pilař; tvůrcem hudby byl Ladislav Simon. Pozdrav „Dobrý večer“ a „Dobrou noc“ namluvil tehdy šestiletý Michal Citavý (* 1958). Znělku natočil v srpnu 1964 režisér Václav Bedřich. První barevné vysílání začalo v roce 1973, od téhož roku je pořad vysílán každý den.
K nejznámějším Večerníčkům patří O krtkovi, O loupežníku Rumcajsovi, Pohádky z mechu a kapradí, O makové panence, Krkonošské pohádky, Říkání o víle Amálce, Maxipes Fík, Pat a Mat, Bob a Bobek, Mach a Šebestová, Rákosníček, Kosí bratři. Ze zahraničních večerníčků to byly třeba Pes Filipes, Tip a Tap, Rodina Nessových, Jen počkej, zajíci! nebo příběhy Bolka a Lolka, ovšem v posledních letech večerníček vysílá výhradně domácí tvorbu. Česká televize vyrábí každým rokem několik nových příběhů.
Do roku 1970 se Večerníček vysílal jen v úterý, ve čtvrtek a v neděli (od 18:40). Od roku 1984 se Večerníček začal vysílat na obou programech (na 1. programu nepravidelně, ale často od 18:20, na 2. programu od 19:20). V průběhu roku 1989 se začal vysílat pouze na 1. programu (a to od 19:00). Od roku 2007 se pořad Události začal vysílat od 19:00, a tak byl Večerníček přesunut na čas 18:45. Od 1. ledna 2012 se vysílání pořadů přestěhovalo rozhodnutím nového vedení České televize z prvního programu na ČT 2. Od vzniku ČT :D 31. srpna 2013 byl vysílán souběžně i tam. Po osmi letech paralelního vysílání je Večerníček od 1. července 2021 vysílán pouze na ČT :D (od 18:45).

## Zajímavosti
Večerníček je nejsledovanějším dětským pořadem v Česku a také nejdéle vysílaným dětským pořadem; roku 2025 oslavil 60 let.
Dne 2. ledna 2011 byl Večerníček a motiv pozadí z animované znělky součástí upraveného loga Google (tzv. Google Doodle), pro připomenutí 46. výročí prvního vysílání.
Po animované postavě byla pojmenována planetka 33377 Večerníček, objevená 12. února 1999 Petrem Pravcem na observatoři Ondřejov.
V některých večerníčcích se objevují odkazy na ostatní večerníčky. Např. v epizodě U pumpy (1979) večerníčku Bob a Bobek – králíci z klobouku si Bobek píská melodii z Maxipsa Fíka. Ve večerníčku Žofka a spol. (1987) se několikrát objeví Mach a Šebestová (konkrétně v dílech Jak se Žofka postarala o mravní převýchovu, Jak Žofka umožnila panu Mrožovi cestu na sever a Jak se Žofka dopustila osudové chyby). V díle Pexeso (1994) večerníčku Káťa a Škubánek se mezi vyloženými kartami pexesa objevují Kmotra liška, Kosí bratři, Rumcajs s Cipískem, Maková panenka, Křemílek a Vochomůrka, či Maxipes Fík. V pátém díle večerníčku Mach a Šebestová na cestách (2005) se na kufru objeví obrázek Boba s Bobkem.

## Večerníčkové seriály s větším počtem dílů
Mezi nejdelší české večerníčkové seriály, které mají více než 26 dílů, patří:
- 52 dílů – Bob a Bobek na cestách[4]
- 52 dílů – Žížaláci
- 43 dílů – O krtkovi (není započítáno 6 půlhodinových dílů)
- 39 dílů – Bob a Bobek – králíci z klobouku
- 39 dílů – O loupežníku Rumcajsovi
- 39 dílů – Pohádky z mechu a kapradí
- 39 dílů – Štaflík a Špagetka
- 33 dílů – Matylda
- 28 dílů – …A je to!

Při započtení večerníčkových seriálů se společnými hlavními postavami:
- 130 dílů – večerníčky s Patem a Matem (1× Kuťáci, 28× …A je to!, 21× Pat & Mat – z toho jeden neautorizovaný díl, 28× Pat a Mat se vracejí, 13× Pat a Mat na venkově, 13× Pat a Mat nás baví, 13× Pat a Mat v zimě a 13× Pat a Mat kutí)
- 91 dílů – večerníčky s Bobem a Bobkem (39× Bob a Bobek – králíci z klobouku, 52× Bob a Bobek na cestách)
- 52 dílů – večerníčky s Žížaláky
- 52 dílů – večerníčky s Rumcajsem (39× O loupežníku Rumcajsovi, 13× O loupežnickém synku Cipískovi)
- 46 dílů – večerníčky s Hurvínkem (13× Na návštěvě u Spejbla a Hurvínka, 13× Znovu u Spejbla a Hurvínka, 7× Hurvínek vzduchoplavcem, 13× Hurvínkův rok)
- 43 dílů – O krtkovi (není započítáno 6 půlhodinových dílů)
- 39 dílů – večerníčky s Křemílkem a Vochomůrkou (Pohádky z mechu a kapradí)
- 39 dílů – Štaflík a Špagetka
- 39 dílů – večerníčky s Rákosníčkem (13× Rákosníček a hvězdy, 13× Rákosníček a jeho rybník, 13× Rákosníček a povětří)
- 34 dílů – večerníčky s Machem a Šebestovou (13× Mach a Šebestová, 13× Mach a Šebestová na prázdninách, 8× Mach a Šebestová na cestách)
- 33 dílů – Matylda
- 30 dílů – večerníčky s Broučky (12× Broučci, 9× Broučci – Dobrodružství na pasece, 9× Broučkova rodina)
- 29 dílů – večerníčky s Médi (16× Méďové, 13× Méďové II – Povídání pro Aničku)
- 27 dílů – večerníčky s Maxipsem Fíkem (13× Maxipes Fík, 1× Maxipes Fík filmuje, 13× Divoké sny Maxipsa Fíka)

Nejsou zahrnuty seriály z dob Československé televize, které byly vyráběny českými tvůrci v českých studiích na zakázku pro Slovensko, např. Hlemýžď Matěj a skřítek Vítek, který má dokonce 100 dílů; výjimkou je seriál …A je to!, který je němý, a navíc je součástí větší české série s Patem a Matem.